# Montsuzain
Montsuzain est une commune française située dans le département de l'Aube, en région Grand Est.

## Géographie
|                 | Voué       | Chaudrey               |
| Chapelle-Vallon | Montsuzain |                        |
| Aubeterre       |            | Charmont-sous-Barbuise |

Au cadastre de 1827 se trouvait au territoire : Beaubier, Bourgogne, Champ-Doulen, Etang-des-Poches, le Moulin Huon, le faubourg des Grenouilles, Malva, Meslinot, Montardoise, la Prospérité, le Verger.

### Hydrographie
La commune est dans la région hydrographique « la Seine de sa source au confluent de l'Oise (exclu) » au sein du bassin Seine-Normandie. Elle est drainée par la Barbuise, un bras de la Barbuise, la Barbuise, la Barbuise et divers autres petits cours d'eau,.
La Barbuise, d'une longueur de 36 km, prend sa source dans la commune de Luyères et se jette  dans l'Aube à Charny-le-Bachot, après avoir traversé douze communes.

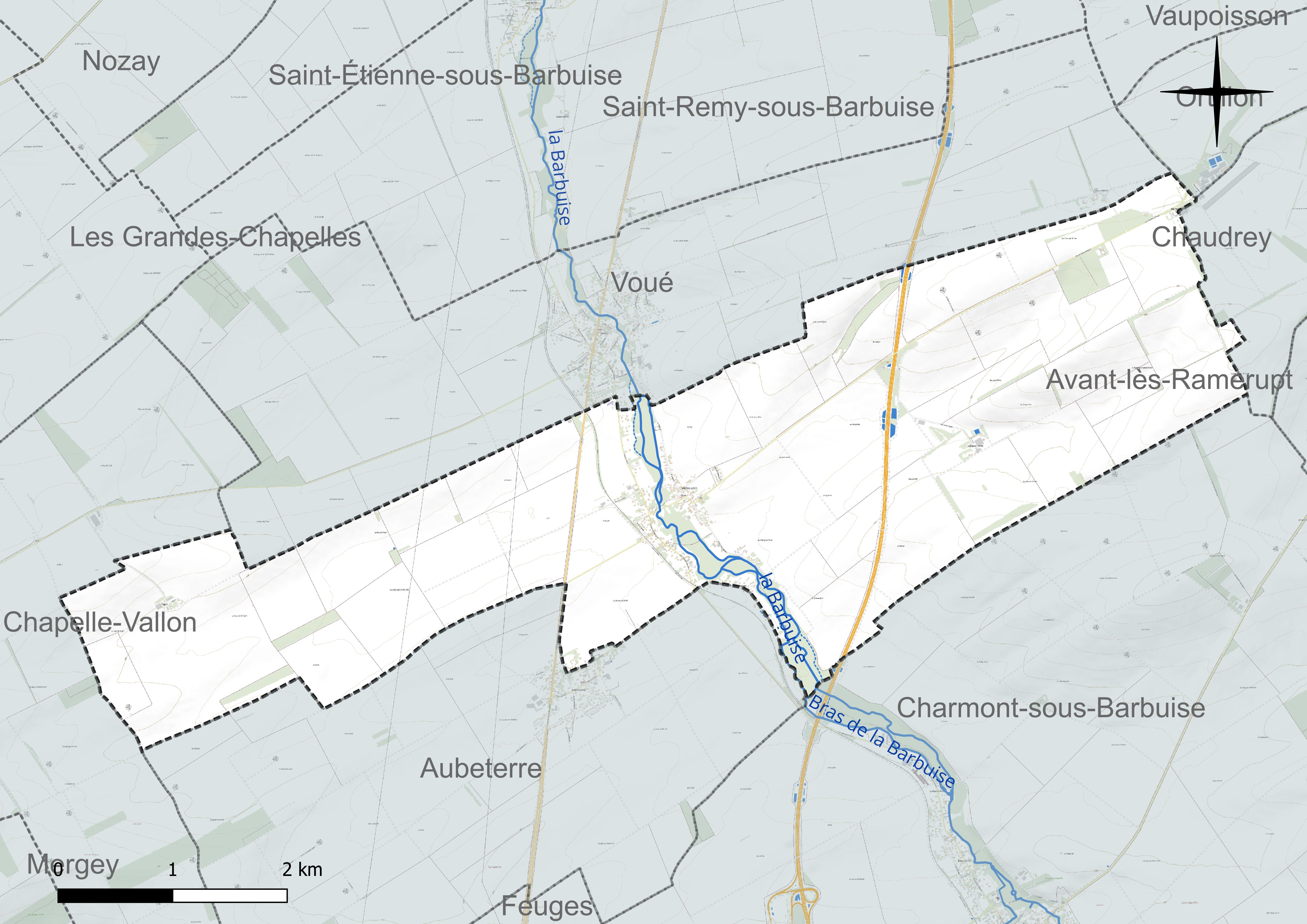
Réseau hydrographique de Montsuzain.

### Climat
Pour des articles plus généraux, voir Climat du Grand Est et Climat de l'Aube.
En 2010, le climat de la commune est de type climat océanique dégradé des plaines du Centre et du Nord, selon une étude du Centre national de la recherche scientifique s'appuyant sur une série de données couvrant la période 1971-2000. En 2020, Météo-France publie une typologie des climats de la France métropolitaine dans laquelle la commune est exposée à un climat océanique altéré et est dans la région climatique Nord-est du bassin Parisien, caractérisée par un ensoleillement médiocre, une pluviométrie moyenne régulièrement répartie au cours de l’année et un hiver froid (3 °C).
Pour la période 1971-2000, la température annuelle moyenne est de 10,6 °C, avec une amplitude thermique annuelle de 15,7 °C. Le cumul annuel moyen de précipitations est de 732 mm, avec 11,7 jours de précipitations en janvier et 7,8 jours en juillet. Pour la période 1991-2020, la température moyenne annuelle observée sur la station météorologique de Météo-France la plus proche, « Troyes-Barberey », sur la commune de Barberey-Saint-Sulpice à 14 km à vol d'oiseau, est de 11,3 °C et le cumul annuel moyen de précipitations est de 644,6 mm. 
La température maximale relevée sur cette station est de 41,8 °C, atteinte le 25 juillet 2019 ; la température minimale est de −23 °C, atteinte le 17 janvier 1985,,.
Les paramètres climatiques de la commune ont été estimés pour le milieu du siècle (2041-2070) selon différents scénarios d'émission de gaz à effet de serre à partir des nouvelles projections climatiques de référence DRIAS-2020. Ils sont consultables sur un site dédié publié par Météo-France en novembre 2022.

## Urbanisme

### Typologie
Au 1er janvier 2024, Montsuzain est catégorisée commune rurale à habitat dispersé, selon la nouvelle grille communale de densité à 7 niveaux définie par l'Insee en 2022.
Elle est située hors unité urbaine. Par ailleurs la commune fait partie de l'aire d'attraction de Troyes, dont elle est une commune de la couronne,. Cette aire, qui regroupe 209 communes, est catégorisée dans les aires de 200 000 à moins de 700 000 habitants,.

### Occupation des sols
L'occupation des sols de la commune, telle qu'elle ressort de la base de données européenne d’occupation biophysique des sols Corine Land Cover (CLC), est marquée par l'importance des territoires agricoles (93,9 % en 2018), une proportion sensiblement équivalente à celle de 1990 (94,3 %). La répartition détaillée en 2018 est la suivante : 
terres arables (92 %), forêts (3,7 %), zones urbanisées (2,4 %), zones agricoles hétérogènes (1,9 %). L'évolution de l’occupation des sols de la commune et de ses infrastructures peut être observée sur les différentes représentations cartographiques du territoire : la carte de Cassini (XVIIIe siècle), la carte d'état-major (1820-1866) et les cartes ou photos aériennes de l'IGN pour la période actuelle (1950 à aujourd'hui).

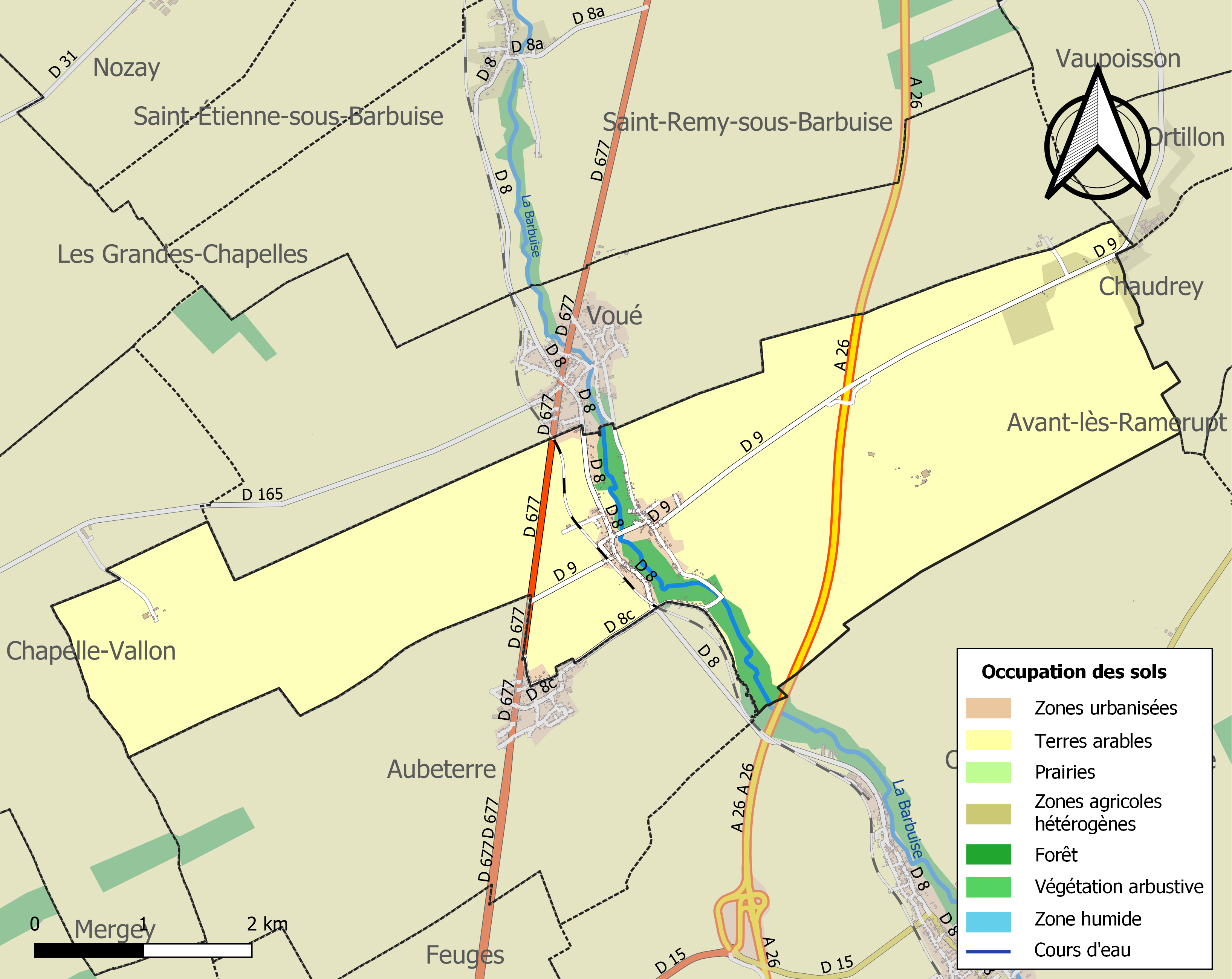
Carte des infrastructures et de l'occupation des sols de la commune en 2018 (CLC).

## Histoire
Le fief, en 1655 relevait pour partie du duc d'Aumont et pour l'autre de l'Isle donc en arrière ban d'Arcis. Antoinette du Broussel, dame de Montsuzain était la veuve de Jean du Vouldy. François du Vouldy vit sa terre élevée en baronnie en 1669, elle comprenait Montsuzain, Saint-Martin, Saint-Remi-sur-Barbuise et Voué.
En 1789 Montsuzain dépendait de l'intendance et de la généralité de Châlons, de l'élection et du bailliage de Troyes, de la mairie royale de Barbuise.
En 1940, Montsuzain est le théâtre de violents combats. Depuis plusieurs jours des foules traversent le village, fuyant l'avancée des colonnes allemandes. Le village est lui-même vidée d'une grande partie de sa population qui est elle-aussi sur les routes de l'exode. Au lieu-dit la Barbuise, eut lieu un violent combat où le capitaine Léopold Gasc rassemblant ses chars du 41e BCC (41e bataillon de chars de combat) et des hommes issus d'autres régiments français et belges résistèrent à un ennemis très largement supérieurs en nombre et en matériel. Il y eut 69 soldats tués parmi les combattants français et belges et plusieurs victimes civiles. Un monument commémore ce combat.

### Grange de Mores
Dès 1225, l'abbaye de Mores avait une grange près du moulin Huon qui est actuellement le lieu-dit Grange de Mores. En 1266, Pierre le Mauvais et son épouse Isabès vendaient le moulin à l'abbaye. En 1488 le moulin était à Pierre Le Pelé, écuyer qui avait aussi le four banal.

## Politique et administration
| Période                                  | Période  | Identité                                    | Étiquette | Qualité                  |
| ---------------------------------------- | -------- | ------------------------------------------- | --------- | ------------------------ |
| 1793                                     |          | J-L Salson                                  |           |                          |
| 1793                                     |          | N. Clement                                  |           |                          |
| 1844                                     | 1853     | M. Babeau                                   |           |                          |
| 1853                                     | 1876     | Braconnier                                  |           |                          |
| 1876                                     | 1877     | Aristil Augustin Thomas                     |           |                          |
| 1878                                     | 1892     | Ulysse Édouard Debelle                      |           | Cultivateur              |
| 1892                                     |          | Charles Somsois                             |           |                          |
|                                          | 1908     | Aristil Thomas                              |           |                          |
| 1908                                     | 1925     | Henri Debelle                               |           |                          |
| 1945                                     | 1965     | M. Bradier                                  |           |                          |
| 1971                                     | 1993     | Pierre Renaudin                             |           |                          |
| 1993                                     | 2008     | Jean-Marie Dupont                           | DVD       |                          |
| mars 2008                                | En cours | Guy Delaitre Réélu pour le mandat 2020-2026 | DVD       | Représentant de commerce |
| Les données manquantes sont à compléter. |          |                                             |           |                          |

## Démographie
L'évolution du nombre d'habitants est connue à travers les recensements de la population effectués dans la commune depuis 1793. Pour les communes de moins de 10 000 habitants, une enquête de recensement portant sur toute la population est réalisée tous les cinq ans, les populations de référence des années intermédiaires étant quant à elles estimées par interpolation ou extrapolation. Pour la commune, le premier recensement exhaustif entrant dans le cadre du nouveau dispositif a été réalisé en 2007.

En 2022, la commune comptait 396 habitants, en évolution de −3,18 % par rapport à 2016 (Aube : +0,7 %, France hors Mayotte : +2,11 %).
| 1793 | 1800 | 1806 | 1821 | 1831 | 1836 | 1841 | 1846 | 1851 |
| ---- | ---- | ---- | ---- | ---- | ---- | ---- | ---- | ---- |
| 256  | 237  | 281  | 296  | 334  | 360  | 336  | 331  | 325  |

| 1856 | 1861 | 1866 | 1872 | 1876 | 1881 | 1886 | 1891 | 1896 |
| ---- | ---- | ---- | ---- | ---- | ---- | ---- | ---- | ---- |
| 319  | 337  | 347  | 342  | 331  | 297  | 279  | 270  | 267  |

| 1901 | 1906 | 1911 | 1921 | 1926 | 1931 | 1936 | 1946 | 1954 |
| ---- | ---- | ---- | ---- | ---- | ---- | ---- | ---- | ---- |
| 333  | 329  | 323  | 256  | 254  | 258  | 214  | 221  | 200  |

| 1962 | 1968 | 1975 | 1982 | 1990 | 1999 | 2006 | 2007 | 2012 |
| ---- | ---- | ---- | ---- | ---- | ---- | ---- | ---- | ---- |
| 225  | 226  | 246  | 241  | 284  | 286  | 329  | 335  | 392  |

| 2017 | 2022 | - | - | - | - | - | - | - |
| ---- | ---- | - | - | - | - | - | - | - |
| 409  | 396  | - | - | - | - | - | - | - |

## Lieux et monuments
L'église sous le vocable de la Conversion-de-Saint-Paul date du XIIe siècle pour une partie du transept, du XVIe siècle pour la plupart. Elle est sur une base de croix laine et a comme mobilier, une statue de saint Yves du début XVIe siècle, des fonts baptismaux ayant une cuve circulaire avec quatre têtes du XIIIe siècle. Des verrières du XVIe siècle figurées ou armoriées. Elle faisait partie d'une paroisse qui comprenait comme succursales Aubeterre et Voué, dépendait du doyenné d'Arcis. La paroisse était à la collation du prieur de Saint-Sépulcre.

## Personnalités liées à la commune
- La famille d'Albert Babeau était de la commune.